# TNN Bass Tournament of Champions
Pour les articles homonymes, voir TNN.
TNN Bass Tournament of Champions est un jeu vidéo de pêche sorti en 1993 sur Mega Drive et Super Nintendo. Le jeu a été développé par ASCII Entertainment et édité par ASC Games. Il a connu une suite portant le nom de TNN Outdoors '96.